# 羞恥心
羞恥心（しゅうちしん、英: shame）、恥（はじ）、恥じらい（はじらい）とは、対人場面における何らかの失態の結果や、失態場面の想像によって生じる対人不安の一種である。
「恥 (shame)」という言葉は、かつて「覆い隠す（ "to cover"）」という意味の古い言葉から派生したと考えられている。直接的にも比喩的にも「自身を覆い隠す」ものが恥の自然な表現である 。

## 概要
恥じらい、あるいは羞恥心というのは、恥ずかしいと感じる気持ちのことである。つまり恥を感じている気持ちのことである。
日本の心理学者である菅原健介は、羞恥心が生じる重要な要因として、他者から期待される役割やイメージからの逸脱を挙げている。人間には所属欲求があり、所属した社会から排斥されないために、公的な自己像からの逸脱をコントロールしようとする。羞恥心は、他者からの期待や信頼に背くなど、社会からの排斥を想像させる苦境場面に自己が置かれていると認識することによって喚起される、生得的な警告反応である。この期待と現実のギャップによって起きる反応は、他者からの期待が現実を大きく超えた賞賛などでも生じる。
罪悪感ないし羞恥心を測定する「TOSCA-A」の項目 "shame" によると、羞恥心は以下のとおり4つの下位尺度に分類される。
1. 自己の存在が取るに足らない物と感じ、自己を否定したいと思う「全体的自己非難」
2. 恥を感じる状況から逃げたい、もしくは恥を感じた記憶を消したいと思う「回避・隠蔽反応」
3. 自分が周囲から孤立したと感じる「孤立感」
4. 人に見られている、人に笑われていると思う「被笑感」

自己意識的で否定的色彩があることなど共通する要素が多く、社会的行動に影響を与える感情として、羞恥心はしばしば罪悪感と比較される。罪悪感が自己の起こした特定の行動の相対的評価を問題視するのに対し、羞恥心は自己全体への否定的評価を問題視する。
「TOSCA」を作成したJ.P.タングニーの研究では、羞恥心を感じやすい人は、罪悪感を持ちやすい人より攻撃的で、責任を転嫁しやすい傾向があるという。
羞恥心は、外部への帰属、他者への強い焦点、復讐といった感情や行動を発生させる屈辱感を伴い易いからである。
幼い子供であれば、トイレに行くのが間に合わず失禁してしまったり、また思春期前後の世代では空腹時の腹鳴が周囲の人に聞こえてしまったり、スポーツの技量などで友達に力が及ばなかったり、集団の中での自己にいきなり焦点が当てられたりという場面において、この感情が出てくる。この感情は、集団の中の自己を意識するようになって初めて生まれてくるものである。成人になると、性的な場面や社会的な業績・成果といったものにとりわけ関係するようになる。

### ナルシシズム
成人のナルシシズムは、恥への防衛機制と関連しているとの論があり、また自己愛性パーソナリティ障害についても同様であるとされる。
精神科医のGlen Gabbardによると、自己愛性パーソナリティ障害は、壮大、傲慢、面の皮の厚い「忘却型」タイプと、過敏で恥ずかしがりやの「過敏性」タイプという、2つの亜型に分類できるという。「忘却型」タイプは、賞賛、羨望、感謝のために、隠された弱い内面化された恥ずべき自己とは正反対の壮大な自己を周囲に提示する。一方で「過敏型」タイプは、他人を不当な虐待者と見なすことで切り下げを中和する。